# Dargahan
Dargahān (farsi درگهان) è una città dello shahrestān di Qeshm, circoscrizione Centrale, nella provincia di Hormozgan. Si trova sull'isola di Qeshm. Aveva, nel 2006, una popolazione di 7.996 abitanti.